# 劉永才 (韓國藝人)
劉永才（韩语：／ Yu Yeong-jae，1994年1月24日—），常以其單名永才（／ Young-Jae）活動，韓國男歌手與演員。2012年以男子團體B.A.P成員身分出道，在隊內擔任主唱。2019年全員離開TS娛樂後停止團體活動。2019年4月與10月分別推出了迷你專輯《Fancy》與《O,on》。2020年在tvN歷史喜劇《哲仁王后》中出演“金晥”的角色。2024年6月21日，容國、大賢、永才、鐘業與MA娛樂合作，公開《Man on the moon Documentary》，以團名「方容國&鄭大賢&劉永才&文鐘業」（방용국&정대현&유영재&문종업）名義，四人體制展開活動。

## 早年生活
永才在1994年1月24日生於韓國首爾瑞草區方背洞。永才是家中的第二個兒子，母親經營時裝品牌，家境富裕，但在1997年亞洲金融風暴以後，家中陷入財務困境。永才一家曾住在貨櫃屋一段時間，後來其父親搬走。永才曾與母親一同居住於京畿道龍仁市的别墅，後來再搬至位於首爾的地下室。永才在年輕時就醉心於電子遊戲，更在小學六年級時想過成為職業电子竞技玩家。永才在初中二年級時在與一群朋友的才藝表演中唱，他形容當時的安可聲只為他一人而歡呼。翌年，他進入音樂學院就讀，並開始接受音樂課程。

## 演藝經歷

### 出道與B.A.P

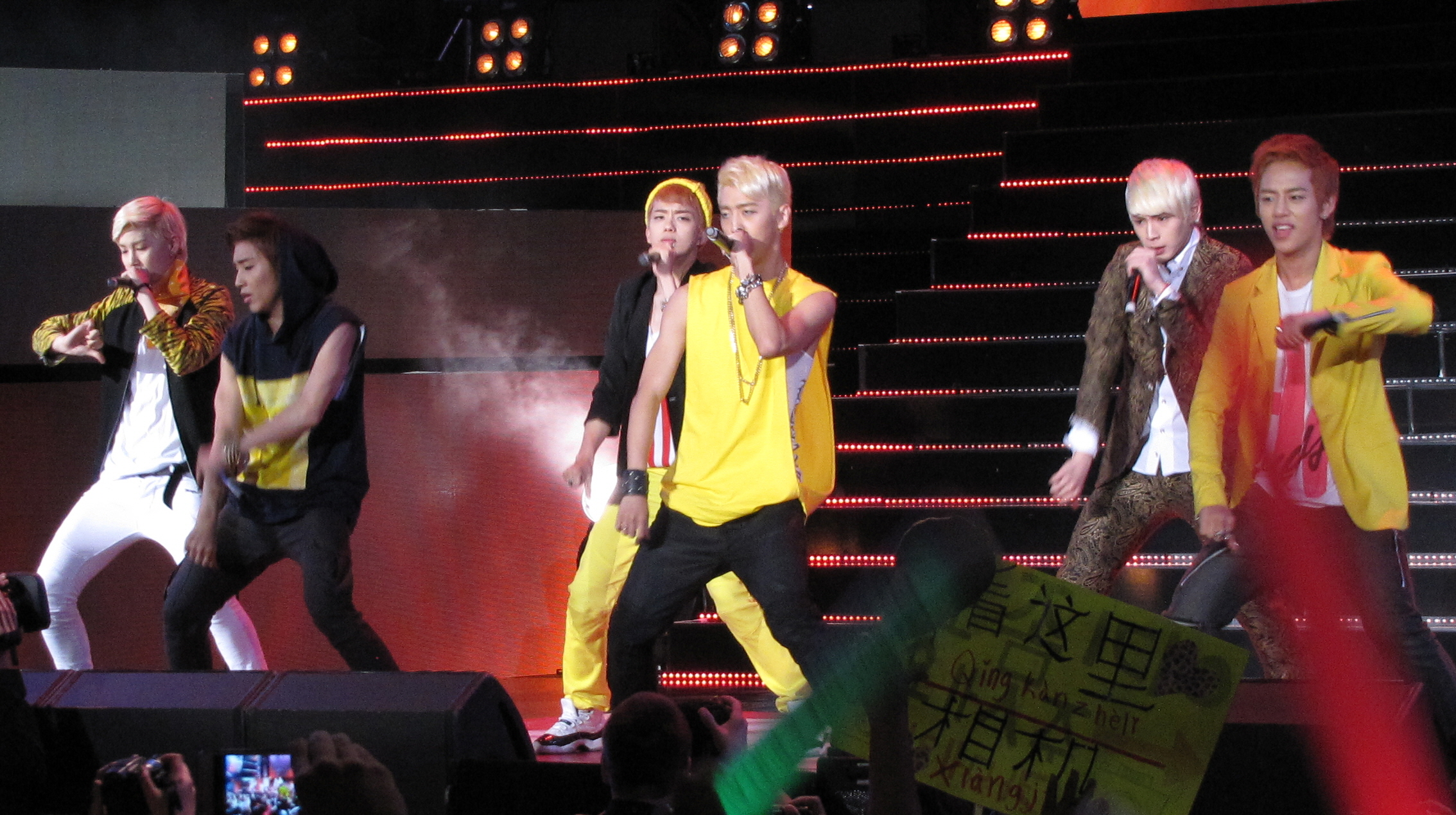
2012年KCON音樂節中的B.A.P

永才在高中時曾到多所音樂公司試鏡。經過數十個月的溝通，他成為JYP娛樂的練習生，並預定計劃在當時以小組形式出道。然而，他在一年後以“個人原因”離開了JYP娛樂。他其後在TS娛樂進行試鏡，並隨即簽約成為TS娛樂旗下藝人。
永才在2012年1月18日正式以六人偶像團體B.A.P出道，並擔任主唱之一。B.A.P在出道的八日後發佈其單曲專輯《WARRIOR》。2014年11月，B.A.P以“不公平的條件與利潤分配”為由訟告其經紀公司TS娛樂，並試圖取消與TS娛樂的合約。2015年8月，雙方最終達成和解，而B.A.P也恢復在TS娛樂的活動。2018年8月與12月，方容國與ZELO因其合約到期而分別先後退出B.A.P。永才與B.A.P的其他團員則在2019年2月離開TS娛樂，使B.A.P的所有活動停止。

### 獨唱歌手
永才成立了其獨立音樂廠牌“JWORLD”以發佈他的單人音樂。他在2019年4月19日發佈其首張迷你專輯《Fancy》。他在JTBC的應用程式劇集《天才金瑟奇》（ Gim Seul-gi Cheonjae）中出演男主角。該應用程式在iOS與Android上發佈，並在2019年5月18日開放首集予觀眾觀看。他也參與了tvN D的綜藝節目《里程足球》（ Mailliji ssakeo）；在該節目中，不同的名人會與韓國境内的各足球隊踢足球，以籌集善款。
2019年8月29日，永才簽約成為DMost娛樂旗下藝人的消息公佈。在DMost娛樂下，他繼續發展其音樂事業，並持續參與演出電視劇與出席綜藝節目。他在2019年11月在KBS第2频道（KBS2）的電視劇《99億的女人》出演其首個主要電視劇角色。他也參與製作其首部電視劇原聲帶（OST），而其歌曲〈她第一次哭的那天〉（ Geunyeoga cheoeum uldeonnal）是金光石的同名歌曲的重製版本。
永才在2019年10月22日發佈其第二張迷你專輯《O,on》。2020年3月，有粉絲推測永才已與DMost娛樂終止合約關係，而此前他的個人資料已從DMost娛樂的官方網站上刪除。粉絲聯繫DMost娛樂後，DMost娛樂對此事予以證實。2020年6月，有消息傳出指永才通過正式試鏡程序，並將出演tvN歷史喜劇《哲仁王后》。《哲仁王后》在2020年12月12日首播，而其出演的角色是“金晥”。
2024年6月21日，容國、大賢、永才、鐘業與MA娛樂合作，公開《Man on the moon Documentary》，以團名「方容國&鄭大賢&劉永才&文鐘業」（방용국&정대현&유영재&문종업）名義，四人體制展開活動，8月8日發行迷你專輯《CURTAIN CALL》，主打為《Gone》，8月17日、18日舉行演唱會《2024 THE LAST FAN-CON CURTAIN CALL》。。

## 音樂作品

### 專輯
| 專輯名稱  | 發佈詳情                                                                         | 榜單最高位置 | 銷量         |
| 專輯名稱  | 發佈詳情                                                                         | Gaon專輯榜   | 銷量         |
| --------- | -------------------------------------------------------------------------------- | ------------ | ------------ |
| 《Fancy》 | - 發佈日期：2019年4月19日 - 音樂廠牌：J World／華納音樂 - 發佈形式：CD、綫上下載 | 15           | - KOR：4,959 |
| 《O,on》  | - 發佈日期：2019年10月22日 - 音樂廠牌：DMost - 發佈形式：CD、綫上下載            | 20           | - KOR：2,750 |

### 單曲
| 單曲名稱                                              | 發佈年份 | 榜單最高位置 | 榜單最高位置        | 銷量           | 發佈於                         |
| 單曲名稱                                              | 發佈年份 | Gaon 單曲榜  | 韓國流行音樂 百強榜 | 銷量           | 發佈於                         |
| ----------------------------------------------------- | -------- | ------------ | ------------------- | -------------- | ------------------------------ |
| 〈Stay with Me〉                                      | 2018     | —            | —                   | 不適用         | B.A.P演唱會特別獨奏《回憶》    |
| 〈Another Night〉                                     | 2019     | —            | —                   | 不適用         | 《Fancy》                      |
| 〈Forever Love〉                                      | 2019     | —            | —                   | 不適用         | 《O,on》                       |
| 合作歌曲                                              |          |              |                     |                |                                |
| 〈都漂亮〉 （ Da Yeppeo） （與韓善伙）                | 2012     | 22           | 18                  | - KOR：307,155 | 非專輯單曲                     |
| 〈FLY DAY〉 （與多名藝人）                            | 2017     | —            | —                   | 不適用         | 2018年冬季奥林匹克运动会主題曲 |
| 原聲帶（OST）                                         |          |              |                     |                |                                |
| 〈她第一次哭的那天〉 （ Geunyeoga cheoeum uldeonnal） | 2019     | —            | —                   | 不適用         | 《99億的女人》OST              |
| “—”表示未被列入榜單                                   |          |              |                     |                |                                |

## 影視作品

### 電視劇
| 年份 | 電視臺 | 劇名             | 角色   | 備註     |
| 2019 | JTBC   | 《金是一個天才》 | 千車乭 |          |
| 2019 | KBS2   | 《99億的女人》   | 金錫   |          |
| 2020 | tvN    | 《哲仁王后》     | 金煥   |          |
| 2021 | KBS2   | 《警察課程》     | 趙俊宇 |          |
| 2022 | JTBC   | 《Cleaning Up》  | 魚衡植 | 特別出演 |
| 2022 |        | Mimicus 模仿者   | 韓裕星 | 主演     |
| 2024 | tvN    | 我們美麗的夏天   | 羅亞凜 | 主演     |

### 電影
| 上映日期 | 電影名稱   | 角色 | 備註   | 參考資料 |
| 待定     | 《歌手頌》 | 玄道 | 拍攝中 | [ 35 ]   |

## 外部連結
- 劉永才在HanCinema的頁面（英文）
- 劉永才在互联网电影资料库（IMDb）上的資料（英文）
- 劉永才的Instagram帳戶
- 劉永才的X（前Twitter）